# مجموعة أنعام الدولية القابضة
شركة مجموعة أنعام الدولية القابضة هي شركة مساهمة سعودية، تأسست في 1982/06/29 م، يبلغ رأس مال الشركة مئة وتسع ملايين ريال سعودي، تنشط الشركة في القيام بعمليات النقل البحري للمواشي داخل المملكة العربية السعودية وخارجها، وامتلاك جميع وسائل النقل البحري والبري اللازمة للشركة، وتجارة المعدات البحرية، وتجارة المواشي والأعلاف وكل ما يتعلق بإنتاج اللحوم ونقلها وإدارة وتشغيل المسالخ وتصنيع اللحوم. وكانت قبل ان تتحول لشركة مساهمة تعرف باسم الشركة السعودية لنقل وتجارة المواشي .

## نبذة
كانت الشركة السعودية لنقل وتجارة المواشي المعروفة اختصارا (شركة المواشي)، تعمل في نشاط تجارة المواشي منذ عام 1982. في عام 1995م، اتخذت الشركة اسم «شركة المواشي المكيرش المتحدة» بعد دمج«شركة ناصر المحمد المكيرش وشركاه» في «الشركة السعودية لنقل وتجارة المواشي» التي أصبحت شركة مساهمة عامة في عام 1983م، ولقد ارتفع رأس مال الشركة من 500 مليون ريال سعودي إلى 1200 مليون ريال سعودي ممثلة في 24 مليون سهم قيمة الواحد منها 50 ريال سعودي. 

## التاريخ
شركة مجموعة انعام الدولية القابضة هي شركة مساهمة عامة سعودية سجلت بموجب السجل التجاري رقم 4030035073 الصادر من مدينة جدة بتاريخ 7/9/1402هـ)الموافق 29/6/1982م، ويقع المقر الرئيسي للشركة بمدينة جدة حي بترومين - شارع المحجر العام -بالقرب من مستشفى الملك عبد العزيز- ص.ب 6352 جدة 21442 المملكة العربية السعودية. ويبلغ رأسمالها الحالي 105,000,000ريال. وقد تأسست في البداية كشركة ذات مسئولية محدودة بمدينة الرياض وتم تحويلها إلى شركة مساهمة عامة باسم الشركة السعودية لنقل وتجارة المواشي بموجب قرار وزير التجارة رقم 856 وتاريخ 12/3/1403 برأسمال قدره 500 مليون ريال، واندمجت الشركة مع شركة ناصر المكيرش وتغير الاسم إلى شركة المواشي المكيرش المتحدة وانتقل المقر الرئيسي للشركة لمدينة جدة في العام 1995م. وفي 17/12/2006م تم تغيير الاسم إلى شركة مجموعة أنعام الدولية القابضة.

## النشاط
وتتمثل الأنشطة الرئيسية للشركة في إدارة الشركات التابعة لها أو المشاركة في إدارة الشركات الأخرى التي تساهم فيها وتوفير الدعم اللازم لها واستثمار أموالها في الأسهم وغيرها من الأوراق المالية وامتلاك العقارات والمنقولات اللازمة لمباشرة نشاطها وتقديم القروض والكفالات والتمويل للشركات التابعة لها. وتقوم الشركة بمزاولة وتنفيذ أغراضها من خلال قطاعات أعمال النشاط الغذائي وتقديم خدمات التخزين والنقل إضافة إلى النشاط الزراعي وكافة الخدمات اللوجستية المختلفة الخاصة به.

## البيانات
| تاريخ التأسيس | تاريخ الادراج | الرمز الدولي | نهاية السنة المالية | مراجعي الحسابات                                               |
| ------------- | ------------- | ------------ | ------------------- | ------------------------------------------------------------- |
| 29-06-1982    |               | SA0007870088 | 31/12               | المحاسبون المتحدون RSM - شركة الدكتور عبدالقادر بانقا وشركاهه |

## الشركات التابعة
| اسم الشركة التابعة           | نسبة الملكية | النشاط الرئيسي                                                                                                | مكان العمليات            | مكان التأسيس             |
| ---------------------------- | ------------ | --- | ------------------------ | ------------------------ |
| شركة أنعام الدولية الزراعية  | 85.00%       | تجارة الجملة في المحاصيل الزراعية                                                                             | المملكة العربية السعودية | المملكة العربية السعودية |
| الشركة السعودية للتبريد      | 90.00%       | تجارة الجملة والتجزئة في المواد الغذائية                                                                      | المملكة العربية السعودية | المملكة العربية السعودية |
| شركة أنعام الدولية المالية   | 99.00%       | تجارة الجملة والتجزئة في المواد الغذائية والملبوسات ومواد البناء والأجهزة والمعدات                            | المملكة العربية السعودية | المملكة العربية السعودية |
| شركة أنعام الدولية للاستثمار | 99.00%       | انشاء وتطوير وادارة المصانع وشراء العقارات والأراضي واقامة المباني عليها واستغلالها بالبيع والادارة والتأجير. | المملكة العربية السعودية | المملكة العربية السعودية |

## ملف الأسهم
| رأس المال المصرح به (ريال سعودي) | عدد الأسهم المصدرة | رأس المال المدفوع (ريال سعودي) | القيمة الاسمية للسهم | القيمة المدفوعة للسهم |
| -------------------------------- | ------------------ | ------------------------------ | -------------------- | --------------------- |
| 105,000,000                      | 10,500,000         | 105,000,000                    | 10                   | 10                    |

تغيرات في راس المال
| تاريخ اعلان التوصية | نوع الإصدار     | تاريخ الاستحقاق | رأس المال الجديد | رأس المال السابق | الفرق التراكمي    | ملاحظات |
| ------------------- | --------------- | --------------- | ---------------- | ---------------- | ----------------- | ------- |
| 2019-12-04          | حقوق الاولوية   | 2020-10-27      | 105,000,000      | 15,000,000       | - (1,449,000,000) |         |
| 2019-11-26          | تخفيض رأس المال | 2019-12-31      | 15,000,000       | 196,000,000      | - (1,359,000,000) |         |
| 2011-04-11          | حقوق الاولوية   | 2012-11-07      | 196,000,000      | 109,000,000      | - (1,178,000,000) |         |
| 2007-06-16          | تخفيض رأس المال | 2007-09-18      | 109,000,000      | 1,200,000,000    | - (1,091,000,000) |         |
| 1994-12-05          | استحواذ         | 1995-04-01      | 1,200,000,000    | 500,000,000      | + 700,000,000     |         |